# Вельополе (Великопольське воєводство)
Вельополе (пол. Wielopole) — село в Польщі, у гміні Тулішкув Турецького повіту Великопольського воєводства.
Населення — 328 осіб (2011).
У 1975-1998 роках село належало до Конінського воєводства.

## Демографія
Демографічна структура станом на 31 березня 2011 року:
|          | Загалом | Допрацездатний вік | Працездатний вік | Постпрацездатний вік |
| -------- | ------- | ------------------ | ---------------- | -------------------- |
| Чоловіки | 160     | 44                 | 99               | 17                   |
| Жінки    | 168     | 38                 | 91               | 39                   |
| Разом    | 328     | 82                 | 190              | 56                   |